# Tau Ceti
Tau Ceti (τ Cet) – gwiazda w gwiazdozbiorze Wieloryba. Znajduje się w odległości niecałych 12 lat świetlnych od Słońca, jest jedną z najbliższych gwiazd. Gwiazda może mieć układ planetarny.

## Nazwa
Gwiazda ta najczęściej jest nazywana oznaczeniem Bayera Tau Ceti. Tradycyjna arabska nazwa ‏ألنعامة‎ Al Naʽāmāt oznaczająca „samice strusi” odnosiła się do gwiazd Eta, Theta, Tau, Zeta i Ypsilon Ceti. Egipski astronom Al Achsasi al Mouakket wymienił Tau Ceti w swoim katalogu pod nazwą Thālith al Naʽāmāt (arab. ‏تالت ألنعامة‎), co znaczy „trzecia samica strusia” (łac. Tertia Struthionum). Z kolei w Chinach gwiazda wchodziła w skład „kwadratowego niebiańskiego spichlerza” (chiń. 天倉; pinyin Tiān Cāng) wraz z gwiazdami Jota, Eta, Theta, Zeta i Ypsilon Ceti.

## Charakterystyka obserwacyjna
Tau Ceti ma wielkość obserwowaną 3,5m. Jest widoczna gołym okiem, znajduje się w południowej części gwiazdozbioru Wieloryba.
Gwiazda ma optycznego towarzysza o wielkości gwiazdowej 13,95m, oddalonego o 137 sekund kątowych (pomiar z 2000 roku); jego ruch własny wskazuje, że to niezwiązana gwiazda tła.
W pobliżu tej gwiazdy znajduje się radiant roju meteorów widocznego krótko w czerwcu, który nosi nazwę Tau Cetydy.

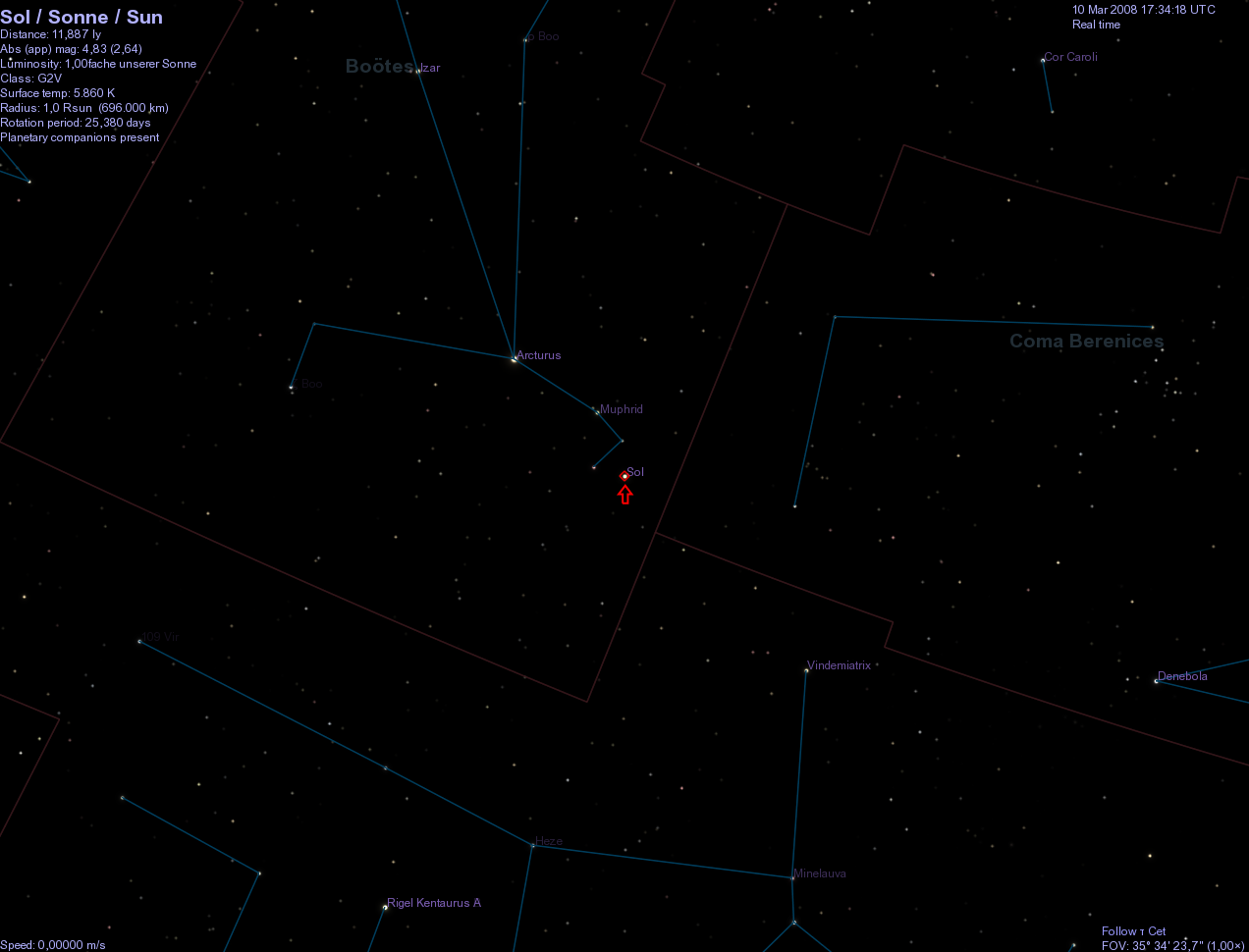
Symulowany widok nieba z Tau Ceti

Słońce widziane z perspektywy układu Tau Ceti znajduje się w Gwiazdozbiorze Wolarza.

## Charakterystyka fizyczna

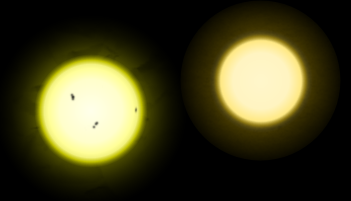
Porównanie Słońca i Tau Ceti

Tau Ceti to pojedyncza gwiazda ciągu głównego, żółty karzeł należący do typu widmowego G. Jest to najbliższa Słońca pojedyncza gwiazda należąca do tego samego co ono typu widmowego (druga po Alfa Centauri A, należącej do układu potrójnego). Ma ona jasność równą 0,45 jasności Słońca i temperaturę równą 5344 K. Jej masa to 0,78 masy Słońca, a promień jest równy 0,79 promienia Słońca.
Gwiazda ta jest starsza niż Słońce, jej wiek szacowano dawniej na około 5,8 miliarda lat, ale obecnie za bardziej prawdopodobny uważa się wiek 7,6 mld lat. Pomimo tego okrąża ją masywny dysk materii, o masie około 12 razy większej niż łączna masa ciał w pasie Kuipera wokół Słońca, który ma największą gęstość w obszarze od 10 do 55 au od gwiazdy. Ze względu na wiek gwiazdy, jej aktywność jest niska, cechy wskazujące na obecność plam i związanej z nimi aktywności magnetycznej są słabsze niż w przypadku Słońca, choć może występować tam jedenastoletni cykl zmian aktywności. Skład chemiczny tej gwiazdy odbiega od słonecznego, co ma wpływ na możliwy skład planet; w szczególności ma ona znacznie wyższy stosunek zawartości magnezu do krzemu (1,78 ± 0,04) niż Ziemia (1,21).
Według analiz z 2023 roku nachylenie osi gwiazdy do kierunku obserwacji jest równe 7° ± 7°, co oznacza, że jest ustawiona biegunem w stronę Słońca.

## Układ planetarny
Nie ma potwierdzonych planet krążących wokół Tau Ceti, chociaż analizy zmian prędkości radialnej wykryły kilka słabych sygnałów odpowiadających potencjalnym planetom. Badanie z 2017 roku postulowało istnienie co najmniej czterech planet o masach minimalnych niższych niż 5 mas Ziemi.

### Badania
W 2004 roku odkryto rozległy, chłodny dysk pyłowy otaczający tę gwiazdę. Astronomowie oceniają, że zawiera on dziesięciokrotnie więcej małych ciał niebieskich (komet i planetoid) niż Układ Słoneczny.
W 2012 ogłoszono, że słabe sygnały zaburzeń prędkości radialnej gwiazdy prawdopodobnie wskazują na istnienie pięciu potencjalnych planet pozasłonecznych orbitujących wokół Tau Ceti. Metoda, dzięki której odkryto sygnały mogące pochodzić od planet, była nowatorska i nie pozwalała wykluczyć, że zaburzenia powodują zjawiska zachodzące w samej gwieździe, a nie krążące planety. W 2017 roku opublikowano wyniki nowych analiz większej próby pomiarów prędkości radialnej, modelując szum zależny od częstotliwości. Wyniki były tylko częściowo zgodne z poprzednimi; potwierdzono wykrycie sygnałów przypisanych planetom Tau Ceti e i f, ale wykryto tylko dwie planety wewnętrzne i to o innych elementach orbitalnych niż wcześniejsze kandydatki, które oznaczono Tau Ceti g i h.
Ze względu na ustawienie osi obrotu Tau Ceti względem kierunku obserwacji, rzeczywista masa jakiejkolwiek planety krążącej w płaszczyźnie równika Tau Ceti jest dużo wyższa niż masa minimalna. Cztery kandydatki wykryte w pracy z 2017 roku miałyby zatem masy odpowiadające gazowym olbrzymom, a nie planetom skalistym. Dla nominalnej wartości nachylenia taki układ traciłby stabilność po czasie rzędu 10 milionów lat, a jego przetrwanie przez czas życia gwiazdy jest wysoce nieprawdopodobne.
| Towarzyszka | Masa minimalna     | Okres orbitalny [ d ] | Półoś wielka [ au ] | Ekscentryczność |
| ----------- | ------------------ | --------------------- | ------------------- | --------------- |
| b?          | 2,00 ± 0,79 M🜨     | 13,965 ± 0,02         | 0,105 ± 0,006       | 0,16 ± 0,16     |
| g?          | 1,75 +0,25−0,41 M🜨 | 20,0 +0,02−0,01       | 0,133 +0,001−0,002  | 0,06 +0,013−0,0 |
| c?          | 3,1 ± 1,4 M🜨       | 35,362 ± 0,1          | 0,195 ± 0,01        | 0,03 ± 0,03     |
| h?          | 1,83 +0,66−0,26 M🜨 | 49,41 +0,08−0,1       | 0,243 ± 0,003       | 0,23 +0,16−0,15 |
| d?          | 3,5 ± 1,6 M🜨       | 94,11 ± 0,7           | 0,374 ± 0,02        | 0,08 ± 0,08     |
| e?          | 3,94 +0,83−0,64 M🜨 | 162,87 +1,08−0,46     | 0,538 ± 0,006       | 0,18 +0,18−0,14 |
| f?          | 3,9 +1,0−1,4 M🜨    | 636,13 +11,7−47,69    | 1,334 +0,017−0,044  | 0,16 +0,07−0,16 |
| i?          | 1,5 ± 0,5 MJ       | –                     | 11,0 +9,0−8,0       | –               |

### Planety wewnętrzne
W wewnętrznej części układu Tau Ceti, na orbitach ciaśniejszych niż ekosfera układu, mogą krążyć co najmniej dwie planety. Kandydatki oznaczone Tau Ceti g i h mają masy minimalne około 1,8 masy Ziemi, więc jeśli istnieją, mogą być planetami skalistymi. Sygnały znalezione we wcześniejszej pracy, przypisane planetom oznaczonym Tau Ceti b, c, d, nie były na tyle wyraźne w późniejszych analizach innego zespołu, aby potwierdzić istnienie tych planet. Jednak analizy dynamiki układu z 2020 roku wspierają możliwość istnienia wszystkich pięciu planet wewnętrznych.

### Tau Ceti e, f i ekosfera
Ekosfera Tau Ceti, według „zachowawczej” definicji, rozciąga się od 0,703 do 1,26 au od gwiazdy. Kandydatki Tau Ceti e i f krążą blisko odpowiednio wewnętrznego i zewnętrznego skraju ekosfery. Mają one masy minimalne około 3,9 M🜨 i mogą być planetami skalistymi (typu ziemskiego). Obecność masywnego dysku materii okrążającego gwiazdę sprawia, że mogą one podlegać dziesięciokrotnie intensywniejszemu bombardowaniu meteorytowemu niż Ziemia.
Odmienne proporcje pierwiastków w widmie gwiazdy sugerują, że planety typu ziemskiego mogą mieć górny płaszcz zdominowany przez oliwiny, zaś dolny przez ferroperyklaz, co skutkuje inną reologią niż w przypadku Ziemi. Mniejsza lepkość dolnego płaszcza ułatwiałaby konwekcję, wpływając na wulkanizm i tektonikę planet.
Teoretyczne modele uwzględniające efekt cieplarniany sytuują planetę Tau Ceti e poza ekosferą, przewidując zbyt wysokie temperatury powierzchni. Potencjalna planeta Tau Ceti f ma bardziej złożoną historię. Jako że jasność gwiazdy rośnie w miarę jej ewolucji, ekosfera Tau Ceti sięgnęła orbity kandydatki f dopiero niedawno (znacznie mniej niż miliard lat temu) lub dopiero ją obejmie. Szanse, że wyewoluowało na niej życie, którego biosygnaturę można by wykryć z Ziemi, są bardzo niewielkie. Planeta pozostanie w ekosferze przez co najmniej 7 miliardów lat, aż gwiazda opuści ciąg główny i przez pewien czas gdy będzie w stadium podolbrzyma. Współczynnik podobieństwa do Ziemi (ESI) dla planety Tau Ceti f ma wartość 0,58, podobną jak dla Marsa.
Analizy dynamiki układu sugerują także, że wykryty sygnał o okresie 318–322 dni może pochodzić od jeszcze innej planety, niż wcześniej postulowane. W takim przypadku krążyłaby ona wewnątrz ekosfery.

### Planeta olbrzym
Pomiary astrometryczne sugerują, że wokół Tau Ceti może krążyć także odległa, masywna planeta typu jowiszowego, jednak jej parametry i elementy orbity są obecnie bardzo niepewne; może okrążać gwiazdę w odległości 3–20 au i mieć masę 1–2 masy Jowisza (nie większą niż 5 MJ).

## Poszukiwanie życia pozaziemskiego
W latach 60. XX wieku Tau Ceti i Epsilon Eridani zostały przez Franka Drake’a wytypowane do projektu OZMA, którego celem było poszukiwanie sygnałów radiowych mogących pochodzić od cywilizacji pozaziemskich. Kryteriami wyboru była stosunkowo nieduża odległość oraz fizyczne podobieństwo obu gwiazd do Słońca. W ramach projektu przeprowadzono ponad 100 godzin nasłuchu radiowego na częstotliwości 1420 MHz (promieniowanie neutralnego wodoru), wykorzystując do tego celu 26-metrowy radioteleskop Green Bank. Wyniki eksperymentu były negatywne.

## Tau Ceti w fikcji
Jako gwiazda bliska Słońca, Tau Ceti pojawia się w fantastyce naukowej. Fikcyjne planety lub księżyce planet krążących wokół tej gwiazdy pojawiają się m.in. w powieściach:
- Wydziedziczeni Ursuli Le Guin (Urras i Anarres)[36][37],
- Gwiazda Imperium Samuela R. Delany’ego[38],
- Stacja Podspodzie C.J. Cherryh[37],
- Dziedzictwo Heorotu Larry’ego Nivena, Stevena Barnesa(inne języki) i Jerry’ego Pournelle’a[37],
- Aurora Kima Stanleya Robinsona[37],
- Hyperion Dana Simmonsa[39],
- Projekt Hail Mary Andy'ego Weira[40].
- Roboty z planety świtu Isaaca Asimova